# Dominicaanse Bevrijdingspartij
De Dominicaanse Bevrijdingspartij (Spaans: Partido de la Liberación Dominicana, of PLD) is een van de belangrijkste politieke partijen van de Dominicaanse Republiek. De partij heeft een centristische positie.

## Geschiedenis
De PLD werd in 1973 gesticht door oud-president Juan Bosch, die voordien ruim dertig jaar actief was geweest voor de Dominicaanse Revolutionaire Partij (PRD), maar zich wegens ideologische meningsverschillen besloot af te splitsen. De aanhang van de PLD groeide in de beginjaren gestaag en in 1982 veroverde de partij haar eerste zetels in het nationale parlement. Bosch deed als partijleider tussen 1978 en 1994 vijf keer op rij mee aan de presidentsverkiezingen, maar slaagde er geen enkele keer in te winnen. Wel was hij er in 1990 dichtbij, toen hij ruim 33% van de stemmen kreeg tegen ruim 35% voor de zittende president Joaquín Balaguer (PRSC).
Na 1994 ging Bosch met pensioen en werd Leonel Fernández partijleider. Fernández slaagde erin de presidentsverkiezingen van 1996 te winnen, waarmee de PLD voor het eerst aan de macht kwam. De parlementsverkiezingen van 1998 waren met een winst van 36 zetels eveneens een succes voor de partij. Na een onderbreking van vier jaar (2000-2004), waarin Hipólito Mejía (PRD) president was, kwam Fernández opnieuw aan de macht. Hij won de presidentsverkiezingen van 2004 en werd in 2008 herkozen. In totaal was hij twaalf jaar president.
Bij de parlementsverkiezingen van 2006 maakte de PLD deel uit van het Progressieve Blok, een alliantie die een meerderheid behaalde met 96 van de 178 zetels in de Kamer van Afgevaardigden en 22 van de 32 zetels in de Senaat. Deze verworven machtspositie werd in 2010 en 2016 behouden.
In 2012 was president Fernández niet opnieuw herkiesbaar. Danilo Medina, in 2000 nog verliezend presidentskandidaat namens de PLD, werd hierop opnieuw door de partij naar voren geschoven. Dit keer wist Medina wel te winnen en volgde daarmee Fernández op als president. Tegelijk werden onderzoeken gestart naar de drie belangrijkste personen uit de vorige regering van Fernández, waaronder hemzelf. Men verdacht hen ervan geld uit de staatskas in eigen zak(k)en te hebben gestoken. Door de regeringsvoorstellen voor meer en hogere belastingen, om de ontstane tekorten te dekken, moest zij wel iets doen om de bevolking tot rust te brengen, omdat de protesten tegen Medina en de nieuwe regering, met bijna alle ministers van de vorige regering, toenamen.
Na Medina's tweede presidentiële termijn (2016-2020) en in de aanloop naar de Dominicaanse presidentsverkiezingen van 2020 (waarbij Medina niet meer herkiesbaar was) ontstond binnen de PLD een interne strijd om diens opvolging. Leonel Fernández stelde zich kandidaat om het partijleiderschap van de PLD en het presidentschap van de Dominicaanse Republiek te heroveren, terwijl Gonzalo Castillo de steun kreeg van de trouwe Medina-aanhang. Toen Castillo met een nipte marge verkozen werd tot presidentskandidaat, besloot Fernández de PLD na 46 jaar te verlaten. Hij splitste zich samen met zijn medestanders af om een nieuwe partij te stichten: Fuerza del Pueblo. Bij de presidentsverkiezingen kwamen zowel Fernández (9% van de stemmen) als Castillo (37,5%) er echter niet aan te pas: beiden werd verslagen door de nieuwe president Luis Abinader (52,5%) van de Moderne Revolutionaire Partij (PRM). Hiermee moest de PLD het presidentschap na zestien jaar uit handen geven. Ook de parlementsverkiezingen van 2020 verliepen voor de partij desastreus: in de Kamer van Afgevaardigden viel de partij terug van 106 naar 75 zetels, in de Senaat bleven er van haar 26 zetels nog 6 over.
- Gemeinsame Normdatei: 5180827-4
- Library of Congress Control Number: n84074156
- Système universitaire de documentation: 145883663
- Virtual International Authority File: 262086842